# Wagneriana undecimtuberculata
Wagneriana undecimtuberculata är en spindelart som först beskrevs av Eugen von Keyserling 1865.  Wagneriana undecimtuberculata ingår i släktet Wagneriana och familjen hjulspindlar. Inga underarter finns listade i Catalogue of Life.